# Alphonse Areola
Alphonse Areola (født 27. februar 1993 i Paris, Frankrig) er en filippinsk-fransk fodboldspiller, der spiller som målmand hos West Ham. Han har derudover spillet på lejebasis hos Lens, Bastia, Villarreal, Real Madrid og Fulham. I sidstnævnte klub blev Areola kåret til årets spiller i 2020-21-sæsonen.